# ساندیاگو کانتری استیتس (کالیفرنیا)
ساندیاگو کانتری استیتس (به انگلیسی: San Diego Country Estates) یک منطقهٔ مسکونی در ایالات متحده آمریکا است که در شهرستان سن دیگو، کالیفرنیا واقع شده‌است. ساندیاگو کانتری استیتس ۴۳٫۶۴۱ کیلومتر مربع مساحت و ۱۰٬۱۰۹ نفر جمعیت دارد و ۴۶۲ متر بالاتر از سطح دریا واقع شده‌است.